# Scathophaga dasythrix
Scathophaga dasythrix är en tvåvingeart som först beskrevs av Becker 1894.  Scathophaga dasythrix ingår i släktet Scathophaga och familjen kolvflugor. Inga underarter finns listade i Catalogue of Life.